# Championnat de Suède de kayak-polo
Le championnat de Suède de kayak-polo est une compétition de kayak-polo.

## Champions actuels
Le championnat 2008 s'est déroulé à Köping les 30 et 31 août.
| Catégorie | Médaille d'or           | Médaille d'argent       | Médaille de bronze           |
| --------- | ----------------------- | ----------------------- | ---------------------------- |
| Hommes    | Studentidrotten i Luleå | Köpings kanotklubb      | Järfälla Kanot och RoddKlubb |
| Dames     | Köpings kanotklubb      | Studentidrotten i Luleå | Uppsala paddlarklubb         |

## Années précédentes
| Année | Lieu     | Hommes                  | Dames                   | -21 ans               |
| ----- | -------- | ----------------------- | ----------------------- | --------------------- |
| 2003  | Köping   | Studentidrotten i Luleå |                         |                       |
| 2004  | Köping   | Studentidrotten i Luleå |                         |                       |
| 2005  | Luleå    | Studentidrotten i Luleå | Studentidrotten i Luleå |                       |
| 2006  | Järfälla | Studentidrotten i Luleå | Studentidrotten i Luleå |                       |
| 2007  | Luleå    | Studentidrotten i Luleå | Studentidrotten i Luleå | Linköpings kanotklubb |
| 2008  | Köping   |                         |                         |                       |